# Hohe Gaisl
Hohe Gaisl (německy Hohe Gaisl; italsky Croda Rossa) je hora nacházející se v Dolomitech v Itálii, v provincii Bolzano. Je součástí jak přírodního parku Parco Naturale delle Dolomiti d'Ampezzo svou jižní stranou, tak patří zároveň do parku Parco Naturale Fanes-Sennes-Braies svými severními stěnami. Hranice vede přímo po hřebeni ve směru jihovýchod - severozápad. Jedná se o dominantní vápencovou horu, která v blízkém okolí nemá srovnání. Údolí Höhlesteintal převyšuje o 1700 metrů. Je nejvyšším vrcholem skupiny Pragser Dolomiten. Hora, ačkoli je v Dolomitech řazena k těm vyšším, nemá ve svém okolí žádný ledovec. V severozápadním hřebeni leží nižší vrchol Kleine Gaisl (2859 m), na který vede značená turistická cesta.

## Přístup
Na její vrchol nevede žádná turistická cesta. Jedná se čistě o horolezecký vrchol. Samotný vrchol se nachází ve středu čtyř se sbíhajících hřebenů a při pohledu shora vypadá jako hvězdice. Na vrchol vede horolezecká trasa klasifikace obtížnosti III. UIAA. Pod severovýchodní stěnou leží turistický hotel Hohe Gaisl (1991 m). Na východě je opěrným bodem horská pastvina Alpe Ra Stua (1695 m).

## Sousední vrcholy
Do skupiny masivu Hohe Gaisl náleží několik vrcholů, které jsou součástí např. hřebenů vybíhajících z uzlového bodu Hohe Gaisl, nebo blízké sousední vrcholy, náležící k masivu hory Hohe Gaisl.
- Hohe Gaisl (3146 m)
- Kleine Gaisl (2859 m)
- Gumpalspitzen (2772 m)
- Punta del Pin (2682 m)
- Remeda Rossa (2605 m)
- Schlechtgaisl (2531 m)
- Castello di Valbones (2477 m)
- Monte Geralbes (2448 m)
- La Crodetta (2445 m)
- Croda Scabra (2210m)
- Sassi della Croda (2127 m)